# Rowlandius ufpi
Rowlandius ufpi é uma espécie de aracnídeo brasileiro descrito em 2024. É a primeira espécie de esquizômidos encontrada no Piauí. Recebeu o nome popular de "aranha-chicote-de-cauda-curta".
Foi descoberta no município de Floriano, no estado do Piauí, em um um ecótone entre Cerrado e Caatinga, em matas ciliares e de galeria do Rio Parnaíba. É a primeira espécie conhecida do gênero Rowlandius que não vive nem em cavernas nem em florestas úmidas, tendo sido encontrada na serrapilheira.
A espécie foi considerada ameaçada de extinção devido à perda de habitat, a degradação ambiental, e só é conhecida uma população.

## Etimologia
A espécie homenageia a Universidade Federal do Piauí, cuja sigla UFPI se tornou o epíteto específico do novo táxon. Dois dos três autores do artigo que descreve a espécie são afiliados à universidade, e alguns dos indivíduos foram coletados em uma fazenda que pertence à instituição.